# Thomas Lynch (Gouverneur)
Sir Thomas Lynch (* im 17. Jahrhundert; † 24. August 1684) war ein englischer Pflanzer auf Jamaika, Sklavenhändler und schließlich Gouverneur von Jamaika.
Er war ein Sohn des Theophilus Lynch (* 1603), Gutsherr von Rixton Hall in Lancashire, aus dessen Ehe mit Judith Aylmer, Tochter des anglikanischen Bischofs von London John Aylmer. Er nahm 1655 unter Robert Venables an der Eroberung von Jamaika für England teil und ließ sich dort 1660 als Pflanzer und Sklavenhändler nieder.
Aufgrund eines fünfjährigen Spanienaufenthaltes war Lynch der spanischen Kultur sehr zugetan und er beherrschte auch die Sprache. Dies machte ihn für Karl II. gegen Ende der 1660er Jahre zum idealen Kandidaten für seine Pläne. Karl II. beabsichtigte nämlich, Jamaika zum Dreh- und Angelpunkt des Sklavenhandels mit Spanien zu machen. Südamerika wurde ebenfalls als möglicher Abnehmer für Sklaven in Betracht gezogen.
Währenddessen die Absicht, den Handel mit Spanien zu intensivieren, während der Wiederherstellung der Königswürde 1660 noch nicht besonders ausgeprägt war, intensivierte sie sich im Zuge der Englisch-Niederländischen Seekriege und führte schließlich zu folgender Entscheidung: Thomas Modyford, der damalige Gouverneur von Jamaika, wurde 1671 durch Thomas Lynch ersetzt und es wurde 1672 die Royal African Company gegründet, die James, Duke of York, unterstand und das Monopol für den Sklavenhandel mit den Spaniern erhielt. 1670 war Lynch von Karl II. zum Knight Bachelor geschlagen worden.
Seit dem Zeitpunkt seiner Nominierung zum Gouverneur von Jamaika, fuhr Lynch einen harten Kurs gegen die Piraten, entwaffnete sie systematisch und drängte sie dazu, Zucker anzubauen. Der Hauptgrund für die Absetzung von Modyford war die Tatsache, dass er Henry Morgans Angriff gegen Panama gebilligt hatte und dadurch den Konflikt mit der spanischen Krone verschärft hatte.